# 萨利·蒙塔里
蘇利文·阿里·"蘇利"·蒙塔里（英語：Suleyman Ali "Sulley" Muntari；1984年8月27日—）是一位加納職業職業足球員，曾效力多支意甲球會包括烏甸尼斯、國際米蘭和AC米蘭。

## 生平
出生於非洲國家加納的蒙達利早在十八歲就已到大利加盟意甲球會烏甸尼斯。在此之前曾入選國家隊出賽2001年世青杯，贏得一個亞軍。在烏甸尼斯他則為球會贏得聯賽第四名，取得2004年歐聯入場券。
司職中場的蒙達利被英國電視足球節目Football Italia評為「他擁有卡卡的觸覺和戴維斯的鬥心」。在2005年8月31日，轉會市場關閉的時候，烏甸尼斯宣佈他們拒絕把蒙達利賣到英超球隊曼聯。諷刺的是，曼聯本來可以在2001年蒙達利還是青年球員的時候把他買入，而不須付出100萬英鎊的轉會費。最終，烏甸尼斯與蒙達利續約，並以頭十名完成意甲聯賽。
2007年夏季蒙達利以破球會轉會費紀錄的700萬英鎊加盟英超的朴茨茅斯，穿上11號球衣。
2008年夏季蒙達利以1,600萬歐元的身價從樸茨茅夫加盟國際米蘭，並與球隊簽約5年。蒙達利是一位在意甲成長起來的球員，上賽季效力樸茨茅夫征戰英超，表現不俗，樸茨茅夫主帥哈利·列納也是最終迫不得已才放人。蒙達利本人則表示選擇國際米蘭有兩個原因，一是國際米蘭是豪門球隊，這是不可多得的機會，二是他非常崇拜。2008年8月28日，蒙達利正式完成轉會手續，並選擇了20號球衣。
一度是球隊當然正選的蒙達利於2009/10年球季開始失去正選席位，翌季上陣機會更少，2011年1月16日蒙達利向國際米蘭提出轉會要求，1月29日以外借身份加盟英超球會新特蘭直到球季結束。
2011-12赛季蒙塔里重返国际米兰，然而依然没有获得太多的上场机会，终于在1月31日冬季转会窗结束前，国际米兰俱乐部宣布蒙塔里以租借形式加盟AC米兰，租期为半年。蒙塔里在参加2012年非洲國家盃后前往AC米兰，2月19日，他首次代表AC米兰出场即取得进球，帮助球队3比1击败切塞纳。

## 榮譽

### 國家隊
- 世青盃亞軍：2001年

### 球會
樸茨茅夫
- 英格蘭足總盃冠軍：2008

国际米兰
- 意大利足球甲级联赛冠軍：2009、2010
- 意大利超级杯冠军：2008、2010
- 意大利杯冠军：2010
- 欧洲冠军联赛冠军：2010
- 世俱杯冠军：2010

## 外部連結
- 足球数据库：蒙達利的球员统计数据